# Стратиграфічна палеонтологія
Стратиграфічна палеонтологія (рос. стратиграфическая палеонтология (биостратиграфия), англ. biostratigraphy, нім. Biostratigraphie f) -  
- 1. Галузь стратиграфії, у якій основним методом досліджень є палеонтологічний. Стратиграфія певних відкладів, розвинених у певному геол. регіоні, розроблена за допомогою палеонтологічного методу.
- 2. Частина палеонтології, що розглядає питання історичного розвитку організмів і використовує отримані дані для встановлення геологічного віку відкладів гірських порід.

Біостратиграфія дозволяє за допомогою палеонтологічних методів визначати періодизацію тривалих етапів геологічного розвитку (періодів, епох, віків) на основі еволюційних змін органічного світу. Термін введений бельг. палеонтологом Л.Долло (L.Dollo, 1909).